# Haplaxius laevis
Haplaxius laevis är en insektsart som beskrevs av Fowler 1904. Haplaxius laevis ingår i släktet Haplaxius och familjen kilstritar. Inga underarter finns listade i Catalogue of Life.